# Wallace, North Carolina
Wallace är en kommun (town) i Duplin County, och Pender County, i North Carolina. Vid 2010 års folkräkning hade Wallace 3 880 invånare.